# Região de Planejamento do Litoral Ocidental
A Região de Planejamento do Litoral Ocidental é uma das 32 Regiões Administrativas do Estado do Maranhão. Encontra-se na região norte do Estado, ocupando grande parte litorânea da Baixada Maranhense. 
A Região é lar de aproximadamente 130 mil pessoas (IBGE/2015) e tem Cururupu como cidade-sede.

## Formação
A Região é formada por nove municípios, sendo:
- Apicum-Açu
- Bacuri
- Cedral
- Central do Maranhão
- Cururupu
- Guimarães
- Mirinzal
- Porto Rico do Maranhão
- Serrano do Maranhão